# 奥地利社会主义青年
奥地利社会主义青年（德语：Sozialistische Jugend Österreich，缩写为SJÖ）是奥地利的一个社会主义青年组织。该组织成立于1894年11月4日。该组织的意识形态是民主社会主义、马克思主义。该组织的主席是Paul Stich。该党的总部位于维也纳。该组织是国际社会主义青年联盟和青年欧洲社会主义者的成员。该组织与奥地利社会民主党保持着紧密关系，但不是后者的一部分。